# اندرو لزنی
اندرو لزنی (انگلیسی: Andrew Lesnie؛ زادهٔ ۱۹۵۶ - درگذشته ۲۷ آوریل ۲۰۱۵) یک فیلم‌بردار اهل استرالیا است.
وی همچنین برنده جوایزی همچون جایزه اسکار بهترین فیلمبرداری شده است.

## فیلمشناسی
- عزیز (۱۹۹۵)
- ارباب حلقه‌ها: یاران حلقه (۲۰۰۱)
- بازگشت پادشاه (۲۰۰۳)
- دو برج (۲۰۰۲)
- کینگ کونگ (فیلم ۲۰۰۵) (۲۰۰۵)
- من افسانه‌ام (۲۰۰۷)
- استخوان‌های دوست‌داشتنی (۲۰۰۹)
- آخرین هواشکن (۲۰۱۰)
- ظهور سیاره میمون‌ها (۲۰۱۱)
- هابیت: یک سفر غیرمنتظره (۲۰۱۲)
- هابیت: برهوت اسماگ (۲۰۱۳)
- هابیت: نبرد پنج سپاه (۲۰۱۴)